# Mount Giovinetto
Mount Giovinetto ist ein 4090 m hoher Berg in Form eines Stützpfeilers im westantarktischen Ellsworthland. Er ragt 3 km nördlich des Mount Ostenso im Hauptkamm der Sentinel Range des Ellsworthgebirges auf.
Kartiert wurde er von der sogenannten Marie Byrd Land Traverse Party, einer Mannschaft vorwiegend zur Erkundung des Marie-Byrd-Lands zwischen 1957 und 1958. Diese benannte den Berg nach dem kanadischen Glaziologen Mario Giovinetto (1933–2024), der 1957 auf der Byrd-Station tätig war.